# Gaston (Oregón)
Gaston es una ciudad ubicada en el condado de Washington en el estado estadounidense de Oregón. En el año 2007 tenía una población de 630 habitantes y una densidad poblacional de 1,053 personas por km².

## Geografía
Gaston se encuentra ubicada en las coordenadas 45°26′11″N 123°8′29″O / 45.43639, -123.14139.

## Demografía
Según la Oficina del Censo en 2000 los ingresos medios por hogar en la localidad eran de $36,458, y los ingresos medios por familia eran $42,031. Los hombres tenían unos ingresos medios de $31,641 frente a los $25,833 para las mujeres. La renta per cápita para la localidad era de $17,758. Alrededor del 11.1% de la población estaban por debajo del umbral de pobreza.